# Годув (Свентокшиське воєводство)
Годув (пол. Godów) — село в Польщі, у гміні Павлув Стараховицького повіту Свентокшиського воєводства.
Населення — 594 особи (2011).
У 1975-1998 роках село належало до Келецького воєводства.

## Демографія
Демографічна структура на день 31 березня 2011 року:
|          | Загалом | Допрацездатний вік | Працездатний вік | Постпрацездатний вік |
| -------- | ------- | ------------------ | ---------------- | -------------------- |
| Чоловіки | 296     | 61                 | 180              | 55                   |
| Жінки    | 298     | 56                 | 126              | 116                  |
| Разом    | 594     | 117                | 306              | 171                  |